# Святой Рох
Святой Рох, Рох из Монпелье (лат. Rochus, фр. Roch, итал. Rocco; ок. 1295, Монпелье — 1327, там же) — католический святой, получивший известность как защитник от чумы.

## Биография
Историческая информация о жизни святого Роха содержится исключительно в преданиях, изложенных в том числе в Золотой легенде. Некоторые современные историки полагают фигуру святого Роха неисторичной, а его житие базирующимся на житиях более ранних святых.
Согласно преданию святой Рох родился в Монпелье около 1295 года в семье губернатора города. Ещё при рождении он был отмечен особым знаком на груди в форме красного креста. Когда юноше было около двадцати лет, он лишился родителей, после чего раздал всё имущество бедным и отправился в Рим в паломничество. Прибыв в Италию, Рох обнаружил, что в стране свирепствует эпидемия чумы. Он начал странствовать по стране, ухаживая за больными чумой и исцеляя их молитвой и крестным знамением. Предание сообщает о чудесах исцеления, совершённых им в Аквапенденте, Чезене, Римини, Новаре, Риме, Мантуе, Модене и Парме. В Пьяченце Рох сам заразился чумой, был изгнан из города, и отправился умирать в заброшенную лесную хижину. По преданию собака дворянина по имени Готхард принесла св. Роху, умиравшему от голода, хлеб. Вскоре святой исцелился от чумы, а Готхард стал его помощником.
После выздоровления святой Рох вернулся на родину, где отказался раскрыть своё имя и был брошен в тюрьму как шпион по приказу своего собственного дяди. После пятилетнего заключения он скончался 16 августа 1327 года. После смерти он был опознан по знаку креста на груди.

## Почитание
Широкое народное почитание святого началось сразу же после его смерти, хотя официально он не был канонизирован вплоть до XVII века. Окончательно почитание св. Роха было установлено папой Урбаном VIII в 1629 году. Святому Роху молились, главным образом, об избавлении от чумы. Культ, первоначально ограниченный Монпелье и северной Италией, быстро распространился в Испании, Франции, Германии и Нидерландах.
В житии святого Vita Sancti Rochi, написанном в 1478 году губернатором Брешии Франческо Диедо, приводится эпизод, согласно которому в 1416 году, во время проведения Констанцского собора, городу угрожала эпидемия чумы. После молебнов святому Роху и молитвенных процессий болезнь отступила от города.
В 1485 году венецианцы тайно вывезли мощи св. Роха из Монпелье в Венецию. Венеция, как главный торговый город, через который шла торговля с Востоком, сильно страдала от смертельных эпидемий, в связи с чем святой Рох был провозглашён одним из святых покровителей города. В 1508 году в Венеции была построена церковь Сан-Рокко.
Святой Рох почитается покровителем больных чумой и холерой, страдающих болезнями ног и кожи; паломников, хирургов; а также собак и домашнего скота. Святой Рох — покровитель французского Монпелье (в его честь названы городской собор, улица, сквер и железнодорожный вокзал) и нескольких итальянских городов.
Католическая церковь отмечает память святого 16 августа. Во многих городах мира, в том числе и в Монпелье, в этот день проводятся красочные процессии, посвящённые святому.

## Иконография
В канонической иконографии святой Рох, как правило, указывает на чумную язву на своей левой ноге. Также часто изображается вместе с собакой, держащей в пасти хлеб. Ещё одним характерным иконографическим атрибутом является посох паломника.